# Woolley, Somerset
Woolley är en by i civil parish Charlcombe, i distriktet Bath and North East Somerset, i grevskapet Somerset, i England. Byn är belägen 4 km från Bath. Woolley var en civil parish fram till 1933 när blev den en del av Charlcombe. Civil parish hade 72 invånare år 1931. Byn nämndes i Domedagsboken (Domesday Book) år 1086, och kallades då Wilege/Wlega/Wllega.